# Kepler-18d
Kepler-18d es un exoplaneta que orbita la estrella Kepler-18 situada en la constelación del cisne. Forma un sistema planetario junto a Kepler-18b y Kepler-18c. 
Fue descubierto en el año 2011 por el satélite Kepler por medio del método de tránsito astronómico.